# Thelasis javanica
Thelasis javanica är en orkidéart som beskrevs av Johannes Jacobus Smith. Thelasis javanica ingår i släktet Thelasis och familjen orkidéer. Inga underarter finns listade i Catalogue of Life.